# Мишель, Луи
Луи́ Мише́ль (фр. Louis Michel; род. 2 сентября 1947) — бельгийский политик, министр иностранных дел в 1999–2004 год и комиссар ЕС по вопросам развития и гуманитарной помощи в 2004–2009.

## Биография
Перед тем как посвятить свою жизнь политике, Луи Мишель преподавал английский, голландский и немецкий языки в общеобразовательной школе в Жодойне. С 1967 по 1977 год возглавлял партию Молодых либералов в районе Нивеллес. С 1977 по 1983 год был наместником в Жодойне, с 1980 по 1982 год генеральным секретарем Партии либеральных реформистов (ПЦР), а с 1982 по 1990 год и с 1995 по 1999 год возглавлял её.
Член Бельгийского федерального парламента с 1978 по 2004 год, впервые как представитель (1978-1999), а затем сенатор (1999-2004).
Занимал должность Министра иностранных дел и вице-премьером Бельгии с 1999 по 2004 год, вплоть до июля 2004 года, когда правительство Ги Вергофстадта назначил его кандидатом от Бельгии на замену бывшего Комиссара Филиппа Бускина. Официально был назначен комиссаром 12 августа 2004 года.
С 1983 года является мэром муниципалитета Жодойна.
Луи Мишель отдалился от ЕС в период с 12 мая по 10 июня 2007 года, чтобы позаботиться о своей политической партии в связи с выборами 10 июня 2007 года.
В июле 2009 года ушел с должности Комиссара ЕС и стал членом Европейского парламента.
Он также является почетным членом комитета Фонда Жака Широка за стабильное развитие и культурный диалог с начала его запуска в 2008 году бывшим президентом Жаком Шираком с целью укрепления мира в мире.

## Награды
В 1995 ему было присвоено звание Государственного Министра, почетного титула, который предоставляется выдающимся бельгийским политикам.
- Рыцарь, Офицер и Командир Ордена Леопольда (Бельгийского)
- Большой крест Шведского Королевского Ордена Полярной звезды
- Большой крест ордена «Infante Dom Henrique»
- Большой крест Ордена Оранских-Нассау
- Большой крест Ордена Изабеллы Католической
- Большой крест Ордена Даннеброга